# Дошумерский субстрат
Дошуме́рский субстра́т (англ. Pre-Sumerian Substratum) — совокупность лингвистических гипотез, доказывающих существование автохтонного населения в Южной Месопотамии до гипотетического прихода туда шумеров — создателей местной письменной цивилизации. Существует несколько предположений касательно специфики языка дошумерского населения; однако в настоящее время в среде шумерологов возобладал скептицизм в отношении возможности надёжных субстратных реконструкций исходя из современного уровня знаний.

## Протоевфратские языки
Протоевфра́тские языки́ — выделяемый частью исследователей субстрат, связываемый с гипотетическим дошумерским населением Месопотамии.
Впервые предположение о «дошумерской» этимологии ряда месопотамских топонимов высказал Э. А. Спейсер, но в основе своей, протоевфратский субстрат был разработан Б. Лансбергером. Указанный субстрат включает преимущественно топонимы, гидронимы и разнообразные «культурные термины» (в частности названия профессий), такие как baḫar «горшечник», tibira «кузнец», zulum «финик» и т. д. Существуют спекулятивные привязки протоевфратского пласта к халафской археологической культуре и субареям.

## Прототигридские языки
Прототигри́дские языки́, или «бана́новые языки́», — гипотетические древнейшие языки долины реки Тигр, якобы существовавшие там до прихода шумеров в раннеубейдский период (5300—4700 гг. до н. э.).
Разработкой гипотезы прототигридских языков занимались И. Гельб и И. М. Дьяконов; в числе приверженцев этой гипотезы был С. Н. Крамер. Термин «банановые языки» был предложен И. М. Дьяконовым на основании наличия в шумерских текстах большого количества имён с повторением слогов (как в английском слове banana): Забаба, Хувава, Бунене, Инанна и др. Указанная особенность была свойственна также минойскому языку, чьи генетические связи до настоящего времени не установлены. Кроме того, испанский лингвист Хосеба Лакарра считает, что она была характерна и для ранних состояний баскского языка, чьи генетические связи также достоверно не установлены: *gor > gogor (жесткий), *zen > zezen (бык), *nal → *nanal  > ahal (можно), *der → *deder > eder (прекрасный); adar (ветвь) < **lalar, adats (длинные волосы) < **lalats, eder < **leler, odol (кровь) < **lolol. Авторы гипотезы связывали «банановые языки» с хассунской или самаррской культурами.
Также «банановые» имена предположительно представлены среди имён вождей гиксосов, не имеющих надёжной семитской этимологии — Бнон, Апопи и др.
Гипотезу о «банановых языках» поддержали лишь немногочисленные учёные. Резкой критике подверг её Г. Рубио, предположивший семитскую этимологию у многих «банановых» имён.